# Пакет-судно

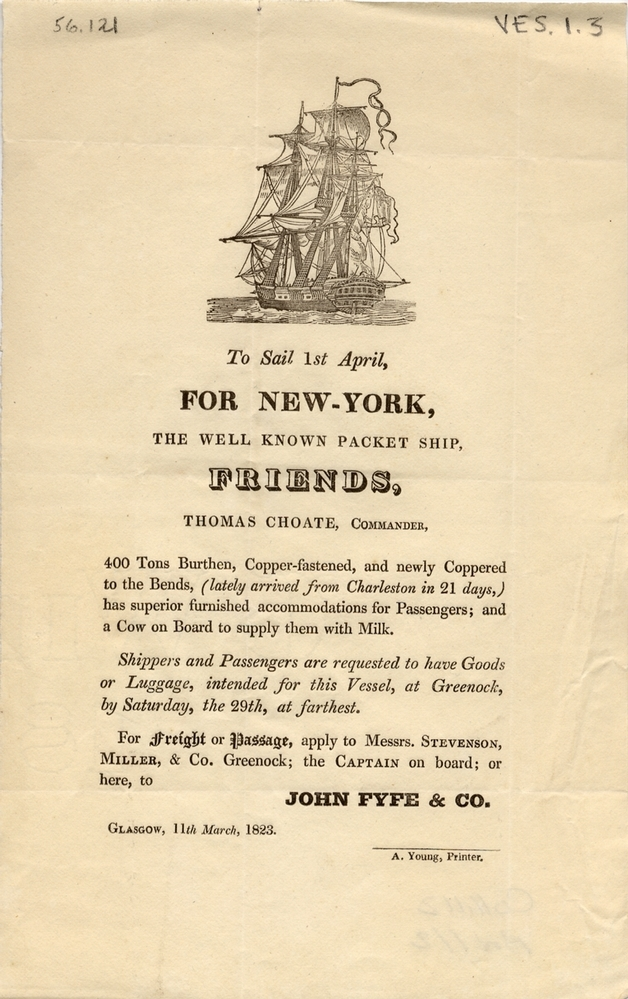
Реклама на сервіс ракет-судном. 1823 рік..

Пакет-судно (англ. packet ship) або скорочено пакет (англ. packet) — судно, призначене для поштово-пасажирсько-вантажних перевезень як у мирний, так і у воєнний час.
Пакет-судно — це тип судна не за вітрильним оснащенням, а за призначенням, тобто судно для поштово-пасажирсько-вантажних перевезень, які мали назву (термін) сервіс пакет-судно або промисел пакетами (пакет-суднами). Пакет-судно могло мати призначення для перевезення пошти, пасажирів і вантажів разом, також пошти і пасажирів чи пошти і вантажів, але пошта зазвичай транспортувалася завжди — звідси й назва "пакет-судно", оскільки пошта тоді була в пакетах.

## Види пакет-суден
В історії зустрічаються:
- Пакетбот (англ. packet boat) — одно- або двощоглові вітрильники, шхуни та інші типи суден з вказаною кількістю щогл, озброєні гарматами, що забезпечували поштово-пасажирсько-вантажні перевезення у воєнний час або в нестабільних у військовому відношенні районах.
- Пакет-вітрильник або вітрильні пакети — це дво- або трищоглове вітрильне судно без гармат, що забезпечувало поштово-пасажирсько-вантажні перевезення в мирний час.
- Пакет-вітрильник-пароплав (англ. packet ship) — в часи зміни вітрильників на пароплави були змішані судна — вітрильні пароплави. Серед таких суден також були пакет-судна.
- Пакет-пароплав (англ. packet steamer) — пароплав, який забезпечував поштово-пасажирсько-вантажні перевезення в мирний час.

Надалі цей тип суден зник, розділившись на вантажні і поштово-пасажирські типи.

## Історія

### Пакетботи
Це перші пакет-судна, які з'явились за необхідністю в часи Наполеонівських війн для постачання припасів в райони військових дій. Пакетботи не займалися, як правило, промислом пакетами, бо не шукали вигоду з бізнесу. Тому вони розглядаються окремо від інших пакет-вітрильників для сервісу пакетами.

### Пакет-вітрильники

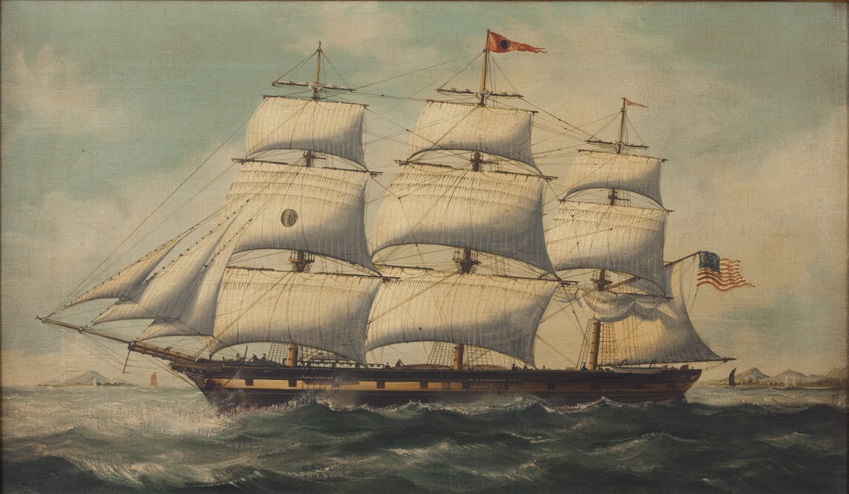
«Montezuma» — пакет-вітрильник компанії «Black Ball Line» зі своєю чорною міткою — чорне коло (black ball) на вітрилі.

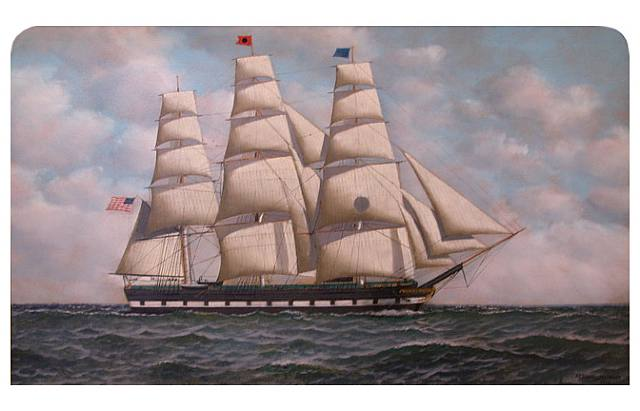
Пакет-вітрильник «Charles H. Marshall» компанії «Black Ball Line».

Після Наполеонівських війн в Америці зрозуміли, що немає необхідності перевозити вантажі та пасажирів на суднах озброєних гарматами, бо без військового озброєння можна перевезти більше вантажу. Також була необхідність в перевозках пошти. Тобто, це судна для пакет-сервісу. З точки зору економіки, коли вантажні судна в пошуках вантажу не могли вийти за графіком в рейс, об'єднання призначення судна як поштово-пасажирсько-вантажного судна мало сенс. Так з'являлися вітрильники з приміщеннями для вантажу та з каютами і кубриками для пасажирів. Тому що в ті часи судно завантажували вручну (переносили руками вантаж з причалу на судно і складали в вантажні приміщення вручну), пасажирські приміщення можна було використовувати для вантажу чи пошти, якщо пасажирів було мало. І навпаки, можна було взяти більше пасажирів так званим третім класом в приміщення для вантажу.
Також, з точки зору економіки, більша швидкість вітрильників сприяла мореплаванню за графіком. Ось чому саме пакет-судна сприяли розвитку суднобудування швидких суден. Так, перші кліпери були пакет-вітрильниками (пакет-кліперами).
Треба зазначити, що перші пакет-вітрильники мали білого кольору фальш-смугу на темного кольору бортах, на якій малювали чорні прямокутники чи квадрати (нібито портики для висунення стволів гармат), що надавало з далини вид, мов це військове судно з гарматами. Це була своєрідна страховка після недавніх війн за незалежність Америки та Наполеонівський війн. Але з часом ці смуги зникли.
Перша компанія, яка почала планові поштово-пасажирсько-вантажні перевезення пакет-суднами була компанія з Нью-Йорка, але більшість її засновників були за походженням з Великої Британії, «Black Ball Line».
Між 1846 і 1855 роками більше двох мільйонів чоловік на пакет-вітрильниках перетнули Атлантику, здійснюючи рейс за 35-40 днів з Європи до східного узбережжя Північної Америки. Ці кораблі були побудовані для швидких перевезень пасажирів під час великого пориву комерційної діяльності, що супроводжується Промисловою Революцією в XIX столітті і збіглося з піком міграції в Новий Світ. Умови на борту пакетів часто були погані — переповнені, темно, клаустрофобія і такі захворювання, як холера і тиф були частими в приміщеннях з двох'ярусними койками. Пакетні кораблі робили регулярні рейси, — 1000 переходів зроблено з Англії до Північної Америки тільки в 1853 році. Ці кораблі були основними перевізниками для направлень в Новий Світ до 1880 року, коли вітрильні пакети були замінені паровими суднами.

### Кліпери
Мало хто знає, що кліпери — це теж пакет-судна, які перевозили вантажі, пасажирів, пошту. З появою пакет-суден стали з'являться планові рейси, за графіком. Щоб їх виконувати, стали покращувати судна, їх швидкість. Стало більше вітрил, покращили обводи корпусу. Так, самим піком вітрильних суден стали кліпери. Вони ще деякий час становили конкуренцію пароплавам, які з'явилися на напрямку Європа-Австралія, де добрі вітри, а всі останні пакет-вітрильники зникли раніше.

## Дивись також статті
- Black Ball Line